# Julian Gressel
Julian Emil Kurt Gressel (Neustadt an der Aisch, Baviera, 6 de diciembre de 1993) es un futbolista alemán naturalizado estadounidense. Juega de centrocampista y su equipo es el Minnesota United F. C. de la Major League Soccer de los Estados Unidos.

## Trayectoria

### Inicios
Gressel comenzó su carrera en las inferiores del SpVgg Greuther Fürth en 2002. En 2009 se cambió a la academia del Quelle Fürth.

### Universidad
Gressel debutó a nivel universitario en los Estados Unidos con el Providence Collegue en los Providence Friars. Debutó el 30 de agosto de 2013 en la victoria por 3-2 ante Quinnipiac. Los Friars ese año llegaron a la segunda ronda del Campeonato nacional de fútbol masculino de la División I de la NCAA 2013. Esa temporada Gressel fue parte del All-Big East Conference Second Team 2013 y del All-Rookie Team.
En su último año con el equipo universitario, ganó la bota de oro por anotar más goles durante la temporada 2016 del Campeonato nacional de fútbol masculino de la División I de la NCAA.

### Profesional
Antes de llegar a Providence College, jugó en Alemania a nivel amateur en la Bayernliga. Durante la temporada 2011-12 anotó un gol y diez asistencias. Para la temporada 2012-13 jugó con el TSV Neustadt/Aisch de la Landesliga Bayern-Nordwest, sexto nivel del fútbol alemán.
Luego de su etapa universitaria, el 13 de enero de 2017, fue elegido por Atlanta United en la primera ronda del SuperDraft de la MLS 2017. Debutó profesionalmente para Atlanta el 5 de marzo en la derrota por 1-2 contra New York Red Bulls.
El 8 de noviembre de 2017 ganó el premio a Novato del Año de la MLS.
El 21 de enero de 2020 fue adquirido por el D. C. United a cambio de $750 000.
El 9 de enero de 2024 fue fichado por el Inter Miami por tres años con opción a un cuarto.

## Selección nacional
Tras naturalizarse estadounidense en 2022, fue citado por Anthony Hudson al seleccionado de las barras y las barras para los amistosos de enero de 2023. Su debut se produjo el 25 de enero ante Serbia.

## Estadísticas
Actualizado al último partido disputado el 10 de junio de 2023.
| Club                               | Div.          | Temporada     | Liga  | Liga  | Copas acionales | Copas acionales | Copas nternacionales | Copas nternacionales | Total | Total |
| Club                               | Div.          | Temporada     | Part. | Goles | Part.           | Goles           | Part.                | Goles                | Part. | Goles |
| ---------------------------------- | ------------- | ------------- | ----- | ----- | --------------- | --------------- | -------------------- | -------------------- | ----- | ----- |
| Eintracht Bamberg · Alemania       | 4.ª           | 2012-13       | 32    | 1     | 0               | 0               | -                    | -                    | 32    | 1     |
| Eintracht Bamberg · Alemania       | Total club    | Total club    | 32    | 1     | 0               | 0               | -                    | -                    | 32    | 1     |
| Atlanta United Estados Unidos      | 1.ª           | 2017          | 33    | 5     | 2               | 1               | 0                    | 0                    | 35    | 6     |
| Atlanta United Estados Unidos      | 1.ª           | 2018          | 38    | 4     | 2               | 0               | 0                    | 0                    | 40    | 4     |
| Atlanta United Estados Unidos      | 1.ª           | 2019          | 36    | 8     | 3               | 0               | 4                    | 2                    | 43    | 10    |
| Atlanta United Estados Unidos      | Total club    | Total club    | 107   | 17    | 7               | 1               | 4                    | 2                    | 118   | 20    |
| D. C. United Estados Unidos        | 1.ª           | 2020          | 22    | 2     | 0               | 0               | -                    | -                    | 22    | 2     |
| D. C. United Estados Unidos        | 1.ª           | 2021          | 34    | 2     | 0               | 0               | -                    | -                    | 34    | 2     |
| D. C. United Estados Unidos        | 1.ª           | 2022          | 17    | 0     | 0               | 0               | -                    | -                    | 17    | 0     |
| D. C. United Estados Unidos        | Total club    | Total club    | 73    | 4     | 0               | 0               | -                    | -                    | 73    | 4     |
| Vancouver Whitecaps F. C. · Canadá | 1.ª           | 2022          | 13    | 2     | 1               | 0               | -                    | -                    | 14    | 2     |
| Vancouver Whitecaps F. C. · Canadá | 1.ª           | 2023          | 17    | 3     | 3               | 2               | 3                    | 0                    | 23    | 5     |
| Vancouver Whitecaps F. C. · Canadá | Total club    | Total club    | 30    | 5     | 4               | 2               | 3                    | 0                    | 37    | 7     |
| Total carrera                      | Total carrera | Total carrera | 242   | 27    | 11              | 3               | 7                    | 2                    | 260   | 32    |

## Palmarés

### Títulos nacionales
| Título                | Club                | País           | Año  |
| --------------------- | ------------------- | -------------- | ---- |
| Copa MLS              | Atlanta United      | Estados Unidos | 2018 |
| U.S. Open Cup         | Atlanta United      | Estados Unidos | 2019 |
| Campeonato Canadiense | Vancouver Whitecaps | Canadá         | 2023 |
| Copa MLS              | Columbus Crew       | Estados Unidos | 2023 |
| Supporter's Shield    | Inter de Miami      | Estados Unidos | 2024 |

### Distinciones individuales
| Distinción               | Año  |
| ------------------------ | ---- |
| Novato del Año de la MLS | 2017 |